# Cachipay (kommun)
Cachipay är en kommun i Colombia.   Den ligger i departementet Cundinamarca, i den centrala delen av landet, 50 km väster om huvudstaden Bogotá. Antalet invånare är 9 995.